# 蓝天饮料公司
蓝天饮料公司（Blue Sky Beverage Company）是一家生产软饮料和能量饮料的饮料公司。它是怪獸能量飲料的全资子公司。该公司于1980年在新墨西哥州圣达菲成立，一直在那里运营，直到被Monster收购。2015年12月起，蓝天饮料公司目前在加利福尼亚州科罗纳运营。汽水罐上的艺术品的西南外观和感觉让人想起该公司在新墨西哥州的起源。
蓝天饮料天然苏打（Blue Sky Natural Soda）于2021年停止生产。可口可乐虽然仍显示其网站，但已停止生产蓝天和汉森天然苏打（Hansen's Natural Sodas）的所有产品。
该公司提供多种提倡自然生活方式的饮料系列，包括有机、纯天然、无热量和茶苏打品牌。最初的全天然苏打水系列于1983年推出。该公司还生产一系列能量饮料，这些产品在美国和加拿大的天然食品和杂货店市场上有售。